# Хронологија Народноослободилачке борбе септембар 1941.
Хронолошки преглед важнијих догађаја везаних за Народноослободилачку борбу народа Југославије, који су се десили током септембра месеца 1941. године:
| ← август · Хронологија Народноослободилачке борбе у 1941. години · октобар → 1 · 2 · 3 · 4 · 5 · 6 · 7 · 8 · 9 · 10 · 11 · 12 · 13 · 14 · 15 · 16 · 17 · 18 · 19 · 20 · 21 · 22 · 23 · 24 · 25 · 26 · 27 · 28 · 29 · 30 |

### 1. септембар
- Усташко-домобранске снаге, јачине четири батаљона и један немачки батаљон, уз подршку авијације, продором из правца Кључа и долине Врбаса, отпочели шестодневни напад на устаничке снаге под командом Штаба НОП одреда за Босанску крајину. Циљ окупаторско-квислиншких снага је био да угуше устанак у Јању и Пљеви. Сутрадан, 2. септембра, заузет је Мркоњић Град, а наредних дана су заузети Језеро, Шипово и Млиништа, као и овладано свим комуникацијама. За време ове операције, извршени су масовни злочини над становништвом.[1]
- На Романији одржан састанак између представника Обласног војног штаба за сарајевску област и представника Војночетничког одреда, војводе Аћима Бабића на коме је постигнут споразум о координацији дејства партизанских и четничких јединица у источној Босни и припреми заједничког напада на Рогатицу (овај нападе је извршен у ноћи 5/6. септембра, али је био неуспешан).[1]
- У Љубљани у просторијама Словеначке матице одржан састанак културних радника који су приступили Ослободилачком фронту (ОФ). Овај састанак организовао је писац Ловро Кухар и на њему је донета одлука о „културном ћутању“ током окупације.[2]

### 2. септембар
- У Загребу, током ислеђивања у усташком затвору на Савској цести, од последица батина и мучења умро Војин Ковачевић Војо (1913—1941), члан Бироа Месног комитета КПХ за Загреб и један од организатора илегалних акција и окупираном Загребу. Он је био ухапшен истог дана, приликом извршења једног задатка, а после рата је проглашен за народног хероја.[3][4]
- У Петрињи, усташе стрељале Ивицу Мажара (1915—1941), делегата Обласног комитета КПЈ за Босанску крајину. Он је ухапшен у Јајцу, 6. августа, а одатле је био пребачен најпре у затвор у Бањалуку, а потом у логор Госпић. После рата је проглашен за народног хероја.[1][5]
- Бољевачки партизански одред заузео Бољевац, разоружао 28 жандарма, уништио архиву Општине и Пореске управе и демолирао телеграфско-телефонске уређаје.[6]

### 3. септембар
- Подрињски партизански одред напао и поново заузео Богатић, који је бранила једна чета из Другог батаљона немачког 750. пешадијског пука, чета немачке полиције и вод жандарма, јачине око 300 људи.[6]

### 4. септембар
- Ваљевски партизански одред и војно-четнички одреди Владе Зечевића и Ратка Мартиновића, после тродневних борби, заузели Крупањ, који је бранило око 500 немачких војника. У овој борби је заробљено 124, а убијено и рањено 39 немачких војника. Заплењена је велика количина наоружања, муниције и друге војне опреме. Одмах по ослобођењу, 5. септембра су формирани Команда града и Срески Народноослободилачки одбор.[6]
- Делови Другог шумадијског партизанског одреда поново заузели Свилајнац, разоружали жандармеријску посаду, уништили архиве Среског начелства, Финансијске управе, поште и општине. Истом приликом уништена је и архива у селу Марковцу.[6]

### 5. септембар
- У Београду одржан састанак између председника Владе „народног спаса“ Милана Недића и представника пуковника Драгољуба Михаиловића. Четничку делегацију су чинили — потпуковници Драгослав Павловић и Живојин Ђурић и мајори Александар Мишић и Радослав Ђурић. На овом састанку је закључен споразум о „успостављања реда и мира у земљи“, о помагању стварања четничких јединица у Босни и Црној Гори, о обостраној измени представника Недићеве и Михаиловиће команде, као и о потреби да се о томе споразуму обавести немачки заповедник, како не би долазило до сукоба између њих и четника.[7]
- Друга чета Подрињског партизанског одреда водила тешке борбе са јаким немачким снагама, на путу Шабац—Лозница, између села Штитара и Слепчевића. У овој борби погинуо је командир Друге чете Драгослав Срнић (1912—1941), народни херој.[6][8]
- У Вршцу, приликом хапшења од стране Гестапоа, извршио самоубиство секретар Окружног комитета КПЈ за јужни Банат Славко Мунћан (1910—1941), народни херој.[6][9]
- У Тузли усташе стрељале секретара Обласног комитета СКОЈ-а за Тузлу Енвера Шиљка (1919—1941), народног хероја. Заједно са њим, стрељана су још двојица тузланских револуционара — Рудолф Викић и Мемо Суљетовић. Они су били ухапшени 18. јула у тузланском насељу Дрежник.[1][10]
- У току ноћи 5/6. септембар Никшићки и Жупопивски герилски батаљон, са четама народне војске Среског штаба националослободилачке војске за Гацко, извршили напад на Гацко, али га, због нејединства устаничких снага, нису заузеле. У помоћ нападнутом гарнизону, из Невесиња се пробио један батаљон домобранског 13. пешадијског пука и у потпуности спречио заузимање места. Приликом пробијања домобранског батаљона, једна група бораца је разоружала његово бочно осигурање јачине вода.[11]
- У току ноћи 5/6. септембар делови Романијог партизанског батаљона и четничког Планинског пука, под командом Аћима Бабића извршиле напад и заузеле Рогатицу. Услед недисциплине и нереда, које је изазвао део четничких снага, усташко-домобранске снаге су противнападом током 6. септембра успеле да поврате град.[1]

| 1 2 3 4 5 6 7 8 9 10 11 12 13 14 15 16 17 18 19 20 21 22 23 24 25 26 27 28 29 30 |

### 6. септембар
- Делови Дрварске бригаде заузели Кулен Вакуф, из кога се, после дуже опсаде и дводневних борби на спољним упориштима, евакуисала непријатељска посада и под претњом смртне казне повукла сво муслиманско и хрватско становништво из града и околине. У току пробијања посаде према Бихаћу, делови Дрварске бригаде су заробили једну чету домобрана.[1]

### 7. септембар
- У селу Гричу, код Жумберка, усташе изненадиле групу бораца Партизанског одреда „Матија Губец”. Овом приликом рањен је и заробљен командант Одреда Вјећеслав Цветко Флорес (1917—1941), народни херој. Усташе су га стрељале крајем октобра 1941. године у Максимиру, код Загреба.[1][12]
- У Загребу, на Трешњевици, ударна омладинска група у саставу Иван Шибл, Арнолд Хорват, Никола Перковић и Лазо Врачарић убила усташког агента и провокатора Ивана Мајерхолда.[13]

### 8. септембар
- У Максимиру, код Загреба, усташе стрељале Јожу Влаховића (1916—1941), секретара Покрајинског комитета СКОЈ-а за Хрватску, члана ЦК КП Хрватске и члана ЦК СКОЈ-а. Он је ухапшен 22. августа у Загребу, заједно са Радетом Влковим, чланом ПК СКОЈ-а за Хрватску и Стјепаном Бенцековићем, чланом ПК СКОЈ-а за Хрватску и секретаром Месног комитета СКОЈ-а за Загреб, пошто их је усташки агент-провокатор Иван Мајерхолд потказао усташкој полицији.[13][14]

### 9. септембар
- На Хајдучком брегу, на Фрушкој гори, по одлуци Окружног комитета КПЈ за Срем, формиран Фрушкогорски партизански одред. Језгро одреда чинила је група чланова КПЈ и СКОЈ-а која је почетком августа дошла на Фрушку гору и учесници бекства робијаша-комуниста из затвора у Сремској Митровици. Штаб Одреда су сачињавали — командант Сима Релић, политички комесар Станко Пауновић Вељко и заменик команданта Бошко Палковљевић Пинки.[6][15]

### 10. септембар
- На Козари, под руководством Младена Стојановића, одржано одржано војно-политичко саветовање, на коме је размотрена ситуација и извршена реорганизација партизанских снага. Уместо дотадашњих пет одреда, формиран је један Козарачки партизански одред, који је половином октобра био преименован у Други крајишки партизански одред. Команду над Одредом задржао је ранији — Штаб на челу са Младеном Стојановићем, као командантом и Османом Карабеговићем, као политичким комесаром.[1]
- У селу Грађанима, код Вирпазара, уз присуство делегата Покрајинског комитета КПЈ за Црну Гору, Боку и Санџак Баја Секулића, одржана Среска партијска конференција на којој је изнета ситуација на подручју среза Бар, предузете мере за формирање герилских одреда и за политички рад у народу, са посебним акцентом на рад међу омладином и женама. Изабрано је и ново среско руководство.[11]

### 11. септембар
- Делови Ужичког партизанског одреда напали немачку посаду и жандарме у Бајиној Башти. Напад четника с леђа принудио партизане да се повуку ка Рачи, што је омогућило немачкој посади, која се налазила пред уништењем, да се извуче ка Ужицу. Због доласка Прве ужичке чете четници су побегли, а партизанске јединице су 12. септембра ушле у Бајину Башту, где је формирана Команда места и успостављена народна власт.[6]
- У селу Раковом Потоку, код Загреба, усташе стрељале групу од 50 талаца, као одмазду за убиство усташког доушника Ивана Мајерхолда, 7. септембра. Међу стрељанима, углавном раније похапшеним члановима КПЈ и антифашистима, био је члан Месног комитета КПХ за Загреб Никола Шакић (1916—1941), народног хероја. Он је био ухапшен дан раније у Загребу, приликом упада усташких агената на партијски састанак.[13][16]

### 13. септембар
- Моравичка чета Ужичког партизанског одреда заузела рудник антимона Лису, код Ивањице, где је запленила већу количину ратног материјала, а затим ушла у Ивањицу и формирала команду места.[6]

### 14. септембар
- У Загребу, у Јуришићевој улици, група илегалаца извела диверзију на Главној пошти. Акција је била организована на иницијативу Раде Кончара, секретара ЦК КП Хрватске, а у њеном извршењу су учествовали — Вилим Гаљер, Нада Гаљер, Јосип Чуљат и Славко Маркон. Серијом експлозија у три одвојене просторије прекинуте су телефонске везе немачке Врховне команде са војним штабовима у Совјетском Савезу, Румунији, Бугарској, Грчкој и Србији, а комплетно је био уништен систем међумесних телефонских веза и знатно оштећена аутоматска централа.[3][17]
- У Загребу, у Врбанићевој улици, омладинска ударна група, у саставу — Рудолф Крофлин, Иван Хорват, Иван Цури, Владо Глухак, Јосип Видан, Милан Бутковић и Валент Колар, ручним бомбама извршила диверзију на групу усташа, који су крстарили овим делом града, након диверзије у пошти. Овом приликом рањено је 12 усташа и убијен један омладинац. Такође, усташе су успеле да ухапсе двојицу омладинаца — Рудолфа Крофлина и Владу Глухака. Крофлин је после зверског мучења, 30. септембра умро у усташком затвору.[17][18]

### 15. септембар
- У Сарајеву одржан састанак Покрајинског комитета КПЈ за Босну и Херцеговину на коме је разматрана војно-политичка ситуација у земљи, рад КПЈ и анализиране могућности помоћи партизанским одредима ос стране партијских организација у градовима. На састанку је указано на одређене грешке у Босанској крајини, где су истицани револуционарни циљеви и др. Као приоритетни задаци су постављени — успостављање чвршћих партијских организација и формирање одбора Народноослободилачког фонда.[1]

### Средина септембра
- Од устаничких група из Ливањског поља формиран Партизански батаљон „Старац Вујадин”, познат и као Ливањски батаљон. Одмах по формирању батаљона одржан је састанак Штаба батаљона са представником ПК КПЈ за Далмацију Максом Баће и секретаром месног комитета КПЈ за Ливно Војином Зиројевићем, на коме је размотрено питање садејства ливањских и далматинских партизанских јединица, након чега је ливањски крај стављен под руководства НОП-а за Далмацију.[19]
- Давидовићима, код Билеће, одржано партијско саветовање, коме су присуствовали Угљеша Даниловић и Миро Попара. На саветовању је изабран први Срески комитет КПЈ у источној Херцеговини, који је био у саставу — Трипо Шаренац, Радован Папић, Урош Вукоје, Коста Грубачић и Владо Радовановић.[19]

### 16. септембар
- Генерални секретар КПЈ и командант Главног штаба НОП одреда Југославије Јосип Броз Тито напустио окупирани Београд, у коме је боравио од почетка маја. У пратњи Јаше Рајтера, Даворјанке Пауновић, Веселинке Малинске и свештеника Драгољуба Милутиновића путује возом преко Сталаћа, Краљева, Чачка и Ужичке Пожеге, где стиже увече 17. септембра. Сутрадан 18. новембра Тито и пратња крећу ка Косјерићу, а одатле у село Робаје, где се у кући Секуле Бојанића повезује са Колубарском партизанском четом Ваљевског одреда. Убрзо потом у Робаје стиже и Милош Минић, инструктор ПК КПЈ за Србију у ваљевском округу.[7][19][20]
- У селу Дулене, код Крагујевца, одржано војно-политичко саветовање Главног штаба НОП одреда Србије са командантима и политичким комесарима партизанских одреда из Шумадије, Поморавља и западне Србије. Саветовањем је руководио Сретен Жујовић, командант Главног штаба, а поред њега су присуствовали и Родољуб Чолаковић, Филип Кљајић и Никола Груловић, чланови Главног штаба; Светислав Стефановић, инструктор ПК КПЈ за Србију и Мијалко Тодоровић, секретар ОК КПЈ за Крагујевац. На саветовању је анализирана војно-политичка ситуација и одређени задаци за спровођење директиве ЦК КПЈ и Главног штаба НОПОЈ-а о стварању јединствене слободне територије.[6][19]

| 1 2 3 4 5 6 7 8 9 10 11 12 13 14 15 16 17 18 19 20 21 22 23 24 25 26 27 28 29 30 |

### 18. септембар
- Чланови Политбироа ЦК КПЈ Александар Ранковић и Иван Милутиновић и секретар ЦК СКОЈ-а Иво Лола Рибар напустили окупирани Београд и преко Чукарице и Жаркова кренули ка ослобођеној територији западне Србије. Након два дана путовања, 20. септембра су стигли у ослобођени Крупањ, где су се повезали са партизанима.[7]
- На брду Краљевици, код Зајечара Немци обесили Миленка Брковића Црног (1912—1941), секретара Окружног комитета КПЈ за Зајечар. Он је био ухапшен 12. септембра на железничкој станици у Зајечару, приликом илегалног пута у Књажевац. Након хапшења оне је био страховито мучен у полицији, али пошто није хтео ништа одати, полу мртав је одведен на вешање. После рата је проглашен за народног хероја.[6][21]
- У Београду, на простору циглане „Шиђанског”, агенти Специјалне полиције ухапсили доктора Ненада Паренту (1913—1941), члана КП Југославије. Он је ухапшен услед издаје Радослава Илкића, са којим је требало да се састане. После хапшења, Парента је мучен у Специјалној полицији, али пошто није никога одао, убијен је након неколико дана.[22]

### 19. септембар
- У селу Струганик, код Ваљева, одржан састанак између команданата Главног штаба НОП одреда Југославије Јосипа Броза Тита и команданта Четничких одреда пуковника Драгољуба Драже Михаиловића. Поред њих састанку су присуствовали и Милош Минић, Обрад Стефановић и Воја Рафаиловић, са партизанске и Александар Мишић, Драгиша Васић и пуковник Драгослав Павловић, са четничке стране. Циљ састанка је био — постизање договора око заједничке борбе против Немаца, организација власти у местима где су се оба покрета нашла истовремено и расподела заплењеног оружја. До договора око заједничке борбе против окупатора није дошло, али је договорена заједничка борба тамо где је могућа, као и могућност слободног опредељивања народа којем покрету жели да приступи и равноправна подела ратног плена. Током састанка Тито је Дражи нудио место начелника Главног штаба, док је Дража тражио да се партизански одреди ставе под његову команду (ово је био први од укупно два сусрета Тита и Драже, други је одржан 26. октобра у селу Брајићима).[6][20][23]
- У Јајинцима, код Београда стрељан 61 заточеник из Бањичког логора. Тада је стрељана и прва група од 20 жена-заточеница логора. Међу стрељаним логорашицама биле су — Рашела Барух-Симић (1914—1941), Маријана Грегоран (1921—1941), Љубица Велебит (1912—1941), Фатима Пејовић и Јулишка Салај, текстилне раднице из Београда; Корнелија Сенде-Поповић (1911—1941) и Марија Пајић (1920—1941), студенти медицине из Београда; Јованка Радаковић (1912—1941), професор из Београда; Милица Михајлица (1922—1941) и Василија Цица Стаменковић (1924—1941), кројачке раднице из Београда и др.[24] Међу стрељаним логорашима био је и Михаљ Серво (1900—1941), кројачки радник и члан КПЈ, који је после рата проглашен за народног хероја.[23]

### 20. септембар
- Код села Горобиља, у близини Ужичке Пожеге, Ариљска и Пожешка чета Ужичког партизанског одреда напале немачку колону, која је из Пожеге кренула да обезбеди извлачење немачке посаде из Ужица. У вишечасовној борби Немци су претрпели губитке од 78 мртвих и рањених војника, док се остатак повукао ка Пожеги.[6]
- Код Петровца на мору, у ували Перазића До, искрцала се британско-југословенска мисија, коју је из Каира упутила британска Управа за специјалне операције (СОЕ). Мисију су сачињавали — британски капетан Бил Хадсон и југословенски мајори Захарије Остојић и Мирко Лалатовић, као и телеграфиста Вељко Драгићевић. Након искрцавања, мисију су прихвати црногорски партизани. Након око месец дана проведених у Црној Гори, мисија је у пратњи Милована Ђиласа, око 22. октобра стигла у ослобођено Ужице. Капетан Хадсон се тада сусрео са Врховним командантом НОПОЈ Јосипом Брозом Титом, а 25. октобра је отишао у Штаб Драже Михаиловића, на Равну гору. Телеграфиста Вељко Драгићевић је остао у Ужицу и придружио се партизанима.[19]

### 21. септембар
- На Каменском, на планини Пљешевица одржана војно-политичка конференција представника војних јединица са територије Лике. На овој Конференцији, коју је организовао члан ЦК КПЈ Марко Орешковић, извршена измена војног руководства устанка у Лици и формиран нови Штаб партизанских одреда за Лику. За команданта Штаба је био изабран Гојко Половина, за политичког комесара Марко Орешковић, а оперативног официра Стојан Матић. Такође, на Конференцији је размотрено стање у јединицама и анализирани постигнути успеси и постављени нови задаци.[3]
- У току ноћи 21/22. септембра јединице Мачванског партизанског одреда, ојачане Подгорским батаљоном Ваљевског партизанског одреда и Четвртог батаљона Посавског партизанског одреда, уз садејство Церског четничког одреда, извршиле су напад на Шабац, који је био у блокади од 3. септембра. У току борби устаничке снаге су успеле да продру у град и заузму фабрику „Зорка” и неколико улица у предграђу. Услед интервенције делова 342. немачке дивизије, устаничке снаге су се морале повући из заузетог дела Шапца. Напад на Шабац је био обновљен, следеће ноћи 22/23. септембра, али је поново био одбијен. Као одмазду за овај напад, Немци су 24. септембра отпочели велику рацију у Шапцу, а потом су похапшене одвели у привремене логоре у селима Кленак и Јарак. Овај догађај познат је као „Крвави марш”.[6]

### 22. септембар
- Делови Ужичког партизанског одреда ушли у Пожегу, коју су немачки војници предали четницима. Четници су при наиласку партизанских јединица већим делом разбежали, а делом остали у граду пасивни.[6]

### 23. септембар
- Расински партизански одред и Расински четнички одред отпочели тродневни напад на делове 749. и 737. пука немачке 717. пешадијске дивизији у Крушевцу. Напад је био обустављен 26. септембра, јер су немачкој посади у помоћ стигли четници Косте Пећанца. У овим борбама, Немци су имали око 120 мртвих војника и официра и већи број рањених.[6]
- Из усташког затвора у Сарајеву, који се налазио у згради бивше православне Богословије, успела да побегну четворица заточених комуниста — Иса Јовановић, члан Покрајинског комитета КПЈ за Босну и Херцеговину, као и Васо Мискин Црни, Милутин Ђурашковић и Нисим Албахари, чланови Месног комитета КПЈ за Сарајево. Они су успели да побегну кроз подрумски прозор.[25]

### 24. септембар
- Ужичка, Златиборска и Рачанска чета Ужичког партизанског одреда ушле у Ужице, које су немачки војници напустили 21. септембра и предали четницима војводе златиборског Радомира Ђекића. Након уласка партизана, четничке јединице Радомира Ђекића и Боже Јаворског су се повукле ка Вишеграду и Златибору. Партизанима је у Ужицу пала у руке — фабрика оружја и муниције, фабрика текстила, фабрика коже, филијала Народне банке са 55 милиона динара, око 100 разних моторних возила и десетине вагона пешадијске и артиљеријске муниције и погонског материјала.[6] Половином октобра у Ужице је из Крупња прешао Врховни командант НОПОЈ Јосип Броз Тито и остали чланови Главног штаба и ЦК КПЈ. Ужице је тада постало центар ослобођене територије у западној Србији познате као „Ужичка република”, као и центар ослободилачке борбе у читавој Југославији.[26]
- Делови Прве (борјанске) партизанске чете за Босанску крајину извршили неуспео напад на село и рудник Масловаре, код Котор Вароши. У овој борби погинуо је командир чете Драган Бубић (1911—1941), народни херој. Он је погинуо док је покушао да спасе рањеног друга.[27]
- У Шапцу, делови немачке 342. немачке дивизије, уз помоћ тамошњих јединица, предузели претресање и хапшење мушких становника од 14 до 60 године. До 27. септембра било је ухапшено 4.459 лица, а 75 је било стрељано на лицу места. Сви ухапшени су одвођени у привремене логоре — најпре код села Кленка, а потом и код села Јарка, код Сремске Митровице. Приликом одвођења грађана Шапца до села Јарка, удаљеног око 20 километара од Шапца, немачки војници су грађане терали да трче, успут убијајући све оне који физички нису могли да издрже паклени темпо марша, због чега се овај догађај назива „Крвави марш”. До 30. септембра, када је формиран логор у Шапцу, сви ухапшени су доведени у ова логор, а почетком октобра су отпочела масовна стрељања.[6]

### 25. септембар
- Код села Слатина делови Космајског партизанског одреда одбили напад једног Недићевог одреда и у против нападу га гонили све до Сопота. У борби код Сопота, погинуо је заменик команданта Космајског одреда Раде Јовановић (1904—1941). Након његове погибије, Космајски партизански одред је понео његово име, а после рата је проглашен за народног хероја.[6][28]

| 1 2 3 4 5 6 7 8 9 10 11 12 13 14 15 16 17 18 19 20 21 22 23 24 25 26 27 28 29 30 |

### 26. септембар
- У Столицама, код Крупња под руководством генералног секретара КПЈ и команданта Главног штаба НОП одреда Југославије Јосипа Броза Тита одржано војно-политичко саветовање на коме су учествовали неки чланови Политбироа ЦК КПЈ, представници војних и партијских руководстава из Србије, Хрватске, Словеније и Босне и Херцеговине, као и команданти најближих партизанских одреда из Србије. На саветовању су анализирана дотадашња искуства, размотрена питања даље ослободилачке борбе и донете одлуке за учвршћење и развијање даље борбе — прећи на чвршће и јединственије војне формације и посветити пажњу службама (интендантској, санитетској и другим); образовати нове слободне територије и наставити рад на јачању политичког јединства народа у борби против окупатора, те већу пажњу поклонити формирању Народноослободилачких одбора као носилаца народне власти. Након саветовања су формирани Главни штабови у покрајинама, где до тада нису постојали, а Главни штаб НОП одреда Југославије је преименован у Врховни штаб НОП одреда Југославије.[7][29][30]
- У борбама са немачком 342. дивизијом у околини Шапца, код села Мајур, погинуо командир Ударне чете Мачванског партизанског одреда и члан Окружног комитета КПЈ за Шабац Мика Митровић Јарац (1912—1941), народни херој.[31]

### 27. септембар
- У Ужицу формиран Раднички батаљон при Ужичком партизанском одреду. Био је састављен од ужичких радника и имао је четири чете — железничку, кројачко-обућарску, ткачку и пекарску. Поред производње и обезбеђења града, ужички радници узимали су учешћа у борбеним дејствима осталих јединица Ужичког одреда. Посебно се истакао у бици на Трешњици 2. новембра, приликом одбране Ужица од четника. Потпуно је страдао у бици на Кадињачи, 29. новембра када је штитио одступницу снагама које су се повлачиле из Ужица. Командант одреда је био Андрија Ђуровић. За заслуге у херојској одбрани Ужица Раднички батаљон је 19. септембра 1979. године одликован Орденом народног хероја.[6][30]
- На брду Краљевици, код Зајечара Немци обесили Ђорђа Симеоновића (1915—1941), члана КПЈ Југославије. Симеуновић су заробили четници Косте Пећанца у околини Злота и предали га Немцима, који су га после седмодневног мучења убили. После рата је проглашен за народног хероја.[32]

### 28. септембар
- На Врацама, код Сарајева, стрељана Радојка Лакић (1917—1941), секретар партијске ћелије КПЈ у Сарајеву. Она је била ухапшена почетком септембра, када је приликом претреса на улици код ње пронађен партијски материјал.[33]
- У току ноћи 28/29. септембра Рогојска и Загорска партизанска чета Требевићког партизанског батаљона отпочеле дводневни напад на Калиновик. Због неучешћа четнички оријентисаних устаника, као и због интервенције домобрана из Невесиња, батаљон је претрпео тешке губитке. Међу погинулима је био и командант Требевићког батаљона Миладин Радојевић (1914—1941), народни херој.[34]

### 29. септембар
- Љубићки и Таковски батаљон Чачанског партизанског одреда, у садејству са Таковским четничким одредом заузеле Горњи Милановац и заробиле чету немачких војника и жандарма. Истог дана у граду формиран градски Народноослободилачки одбор.[6]
- Делови Пожаревачког партизанског одреда заузели Петровац на Млави који су бранили жандарми и недићевци. Петровац је остао у партизанским рукама читавих месец дана, све до 28. октобра када је уследила јака офанзива против Пожаревачког одреда.[6]
- На источним падинама планине Дели Јован, у близини села Сиколе, код Неготина, Крајински четнички одред уз помоћ жандармерије, напао Крајински партизански одред. Након двочасовне борбе, Крајински партизански одред је био разбијен, а погинуло је 10 партизана, међу којима је био и политички комесар Одреда Љубомир Нешић (1918—1941), народни херој.[6][35]

### 30. септембар
- У Загребу, на углу Звонимирове и Врбанићеве улице, ударна омладинска група — Иван Шибл, Никола Перковић и Лазо Врачарић напала четири немачка авијатичара. Двојица авијатичара је на месту убијена, а један је рањен.[17]
- У Загребу, у Франкопановој улици, ухапшен Јаков Дуганџић Јакша, члан Рејонског комитета КПХ за Трешњевку. Њега је као истакнутог радничког борца за права загребачких трамвајских радника, на улици препознао један усташа и ухапсио. Након дужег мучења у полицији, био је пребачен у логор Стара Градишка, где је убијен изгладњивањем, октобра 1941. године.[17][36]
- У загребачкој полицији на Савској цести, од последица вишедневне тортуре умро Рудолф Крофлин (1916—1941), члан Рејонског комитета КПХ за Загреб и вођа омладинске ударне групе, која је 14. септембра извела напад на усташе у Врбанићевој улици. Том приликом је био рањен и ухваћен. После рата је проглашен за народног хероја.[17][18]
- У Карловцу одржано саветовање Оперативног партијског руководства Окружног комитета КПХ за Кордун и Банију, на чијем је челу био делегат КП Хрватске Јосип Краш. Саветовању је присуствовао и командант партизанских јединица Горског котара и Хрватског приморја Вељко Ковачевић. На саветовању је одлучено да се од постојећих партизанских јединица на Кордуну и Банији формира један партизански одред, а да се од партизанских јединица из Хрватског приморја и Горског котара формира један партизански батаљон.[3]
- У близини Села, код Водица, Немци открили групу од седморо партизана, која се овде склонила након разбијања Рашичке партизанске чете, 27. септембра. У краткој борби погинула су двојица партизана, док је њих петоро заробљено. Међу погинулима је био и командир Рашичке партизанске чете Макс Печар (1907—1941), народни херој. Заробљени партизани, међу којима су била Резека Драгар и Стане Косец, одведени су у затвор у Бегуње, а касније су побијени.[2][37]

| 1 2 3 4 5 6 7 8 9 10 11 12 13 14 15 16 17 18 19 20 21 22 23 24 25 26 27 28 29 30 |